# Art Mooney
Art Mooney (* 14. Februar 1911 in Brooklyn; † 9. September 1993 in North Miami, Florida) war ein US-amerikanischer Sänger und Big Bandleader im Bereich des Swing und der Populären Musik.
Art Mooney hatte in den 1930er Jahren in Detroit eine eigene Band, die im Vanity Ballroom Building gastierte und im Mittleren Westen populär war. Als er Anfang der 1940er Jahre zur US-Army ging, löste er die Band auf und reaktivierte sie 1945 zunächst als Swingband mit Neal Hefti als Arrangeur. Mooney war dann in dieser Zeit vor allem als Sänger bekannter Titel erfolgreich, als er dem Stil seines Orchesters mittels des Banjospielers Mike Pingatore einen Oldtime-Charakter gab;  einer seiner größten  Hits, die er ab 1946 für das Label MGM einspielte,  gehörte 1948 „I'm Looking Over a Four Leaf Clover“. Der Titel war eine frühe Nummer aus dem Jahr 1927, die Mort Dixon und Harry MacGregor Woods geschrieben hatten. Mit Eubie Blakes Komposition „Memories of You“ auf der Rückseite war diese 78er Single für einen Monat ein Nummer-eins-Hit in den USA.

Weitere Erfolgstitel waren „Baby Face“  und „Nuttin' for Christmas“ (1955) mit Barry Gordon; sein Titel „Silver Dollar“ war 1951 zwei Wochen auf # 1 der australischen Hitparade; „Honey-Babe“ fand in dem Spielfilm  Battle Cry Verwendung und stieg 1955 in die Top 10 der USA.
In seiner Band nach 1945 spielten unter anderem Joe Gallivan, Bobby Levine, Gene Quill, Sonny Russo. Bandsänger waren Dean Martin, Fran Warren und Jane Morgan.

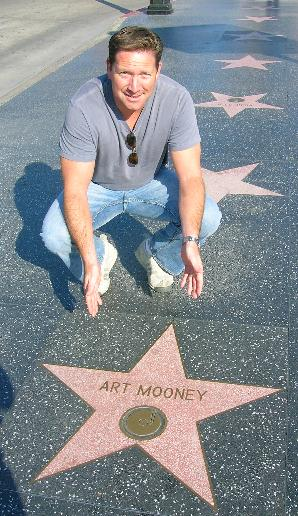
Stern von Art Mooney auf dem Hollywood Walk of Fame

In den 1950er Jahren spielte Art Mooney sich selbst in dem Film The Opposite Sex von David Miller. Er wirkte auch an der Filmmusik für die James-Dean-Filme Jenseits von Eden, … denn sie wissen nicht, was sie tun (1955) und Giganten (1956) mit. Mooney nahm in den 50ern weiter für MGM auf, daneben einige Picture Discs für das Detroiter Label Vogue; in den 1960er Jahren wechselte er zu Decca Records, später zu RCA Victor. Art Mooney hatte dann ein Restaurant in Massachusetts, trat in den Clubs in Las Vegas auf und tourte in den 1970er Jahren nur noch sporadisch. In den 1980er Jahren leitete er das Guy Lombardo Orchestra. Er starb 1993 im Alter von 82 Jahren.
Art Mooney wurde auf dem Hollywood Walk of Fame mit einem Stern geehrt.

## Diskographische Hinweise
- Greatest Hits and More (Sepia)